# Венгерская Википедия

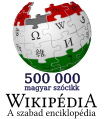
Логотип Венгерской Википедии: 500 000 статей

Венгерская Википедия (венг. Magyar Wikipédia) — раздел Википедии на венгерском языке, открытый 8 июля 2003 года. Второй по числу  статей и участников раздел на финно-угорских языках (после Финской Википедии).
Раздел имеет 593 350 зарегистрированных участников (28 администраторов), 559 140 статьи и является 26-м разделом по величине (на октябрь 2021 года).

## Статистика
По состоянию на 16 июля 2025 года венгерский раздел Википедии содержит 559 140 статей. Зарегистрировано 593 350 участников, из них 1297 совершили какое-либо действие за последние 30 дней, 26 участников имеют статус администратора. Общее число правок составляет 28 201 976.
Глубина Венгерской Википедии составляет 60,4.

## История

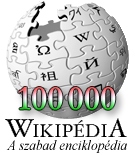
Логотип Венгерской Википедии: 100 000 статей

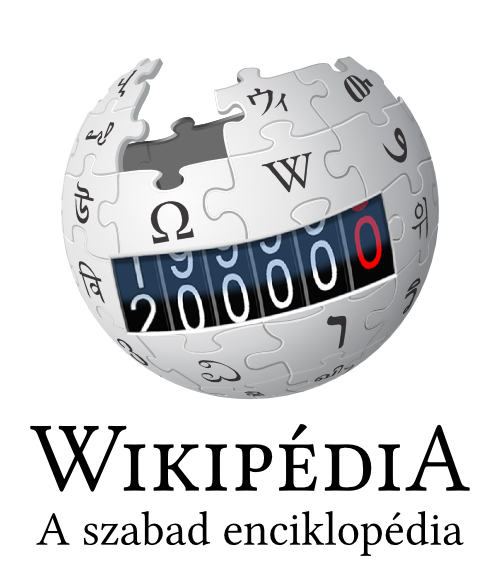
Логотип Венгерской Википедии: 200 000 статей

Первая Википедия, связанная с венгерским языком, была создана 5 сентября 2001 года Ларри Сэнгером на домене http://hu.wikipedia.com/. В то время Wikipedia по-прежнему работает на UseModWiki. В течение многих месяцев развития почти не было, к тому же были проблемы с вандализмом.
Нынешняя Венгерская Википедия была запущена 8 июля 2003 года с интерфейсом на венгерском языке на текущем домене hu.wikipedia.org.
- 7 февраля 2007 года — преодолён рубеж в 50 тысяч статей в венгерском разделе Википедии.
- 17 июля 2008 года — в венгерской Википедии написана 100 000-я статья.
- 10 сентября 2011 года Венгерская Википедия преодолела отметку в 200 000 статей.
- 8 января 2014 года — 250 000 статей.
- 7 мая 2015 года — 300 000 статей.
- 22 сентября 2015 года — 350 000 статей.
- 15 декабря 2016 года — 400 000 статей.
- 13 марта 2019 года — написана 1000-я избранная статья.
- 1 мая 2019 года — число статей превысило 450 000.
- 16 февраля 2022 года — число статей превысило 500 000[1].

В венгерской Википедии действует CAPTCHA.